# Rio Tagaçaba
O rio Tagaçaba é um rio brasileiro localizado no município de Guaraqueçaba, no estado do Paraná.